# Haruki Uemura
Haruki Uemura (* 14. února 1951 Uki, Japonsko) je bývalý japonský zápasník–judista, olympijský vítěz z roku 1976.

## Sportovní kariéra
Připravoval se v Tokiu na Meidžijské univerzitě pod vedením Akio Kaminagy. Po skončení studií reprezentoval chemickou společnost Asahi Kasei. V japonské seniorské reprezentaci se pohyboval od roku 1972. Po úspěšném roce 1975 si v roce 1976 zajistil nominaci na olympijské hry v Montréalu. V semifinále po taktickém boji vyřadil Sověta Šotu Čočišviliho a ve finále porazil Brita Keitha Remfryho. Získal zlatou olympijskou medaili. Po olympijských hrách šla jeho forma dolů a v konkurenci Jasuhira Jamašity se již na větší sportovní akci nepodíval. Po skončení sportovní kariéry v roce 1980 pracoval jako sportovní funkcionář. Pohybuje se na různých vysokých pozicích v Kodokanu a Mezinárodní judistické federaci.
Haruki Uemura bojoval z levého úchopu a nepatřil mezi typické těžké váhy. Svými rozměry 175 cm a váhy 100 kilogramů využíval především své rychlosti a velmi přesných technik v postoji (seoi-nage, tai-otoši).

## Výsledky

### Váhové kategorie
| Turnaj               | 1973       | 1974       | 1975       | 1976       | 1977       | 1978       | 1979       | 1980       |
| Turnaj               | 22         | 23         | 24         | 25         | 26         | 27         | 28         | 29         |
| Turnaj               | těžká váha | těžká váha | těžká váha | těžká váha | těžká váha | těžká váha | těžká váha | těžká váha |
| -------------------- | ---------- | ---------- | ---------- | ---------- | ---------- | ---------- | ---------- | ---------- |
| Olympijské hry       |            |            |            | —          |            |            |            | —          |
| Mistrovství světa    | —          |            | —          |            |            |            | —          |            |
| Mistrovství Japonska |            | 3.         | 1.         | 3.         | ?          | 2.         | 3.         | úč.        |

### Bez rozdílu vah
| Turnaj               | 1973 | 1974 | 1975 | 1976 | 1977 | 1978 | 1979 | 1980 |
| Turnaj               | 22   | 23   | 24   | 25   | 26   | 27   | 28   | 29   |
| -------------------- | ---- | ---- | ---- | ---- | ---- | ---- | ---- | ---- |
| Olympijské hry       |      |      |      | 1.   |      |      |      | —    |
| Mistrovství světa    | 2.   |      | 1.   |      |      |      | —    |      |
| Mistrovství Japonska | 1.   | úč.  | 1.   | 3.   | úč.  | úč.  | 3.   | úč.  |